# Лась-Точилово
Лась-Точилово (пол. Łaś-Toczyłowo) — село в Польщі, у гміні Завади Білостоцького повіту Підляського воєводства.
Населення — 231 особа (2011).
У 1975-1998 роках село належало до Ломжинського воєводства.

## Демографія
Демографічна структура станом на 31 березня 2011 року:
|          | Загалом | Допрацездатний вік | Працездатний вік | Постпрацездатний вік |
| -------- | ------- | ------------------ | ---------------- | -------------------- |
| Чоловіки | 121     | 32                 | 72               | 17                   |
| Жінки    | 110     | 25                 | 56               | 29                   |
| Разом    | 231     | 57                 | 128              | 46                   |